# Polygala venulosa
Polygala venulosa är en jungfrulinsväxtart som beskrevs av James Edward Smith. Polygala venulosa ingår i släktet jungfrulinssläktet, och familjen jungfrulinsväxter. Inga underarter finns listade i Catalogue of Life.